# Centaurea calcitrapa
O cardo-estrelado (centaurea calcitrapa L.) é uma planta da família das asteráceas ou compostas que cresce em terrenos calcários, com flores cor-de-rosa, com as brácteas dos capítulos espinhosas e que chega a atingir 50 cm de altura. É originária de grande parte da Europa, em particular da Região Mediterrânica, incluindo Portugal, tendo sido introduzida noutras regiões do mundo. Cresce em terrenos não cultivados, à beira dos caminhos e mesmo no meio destes.

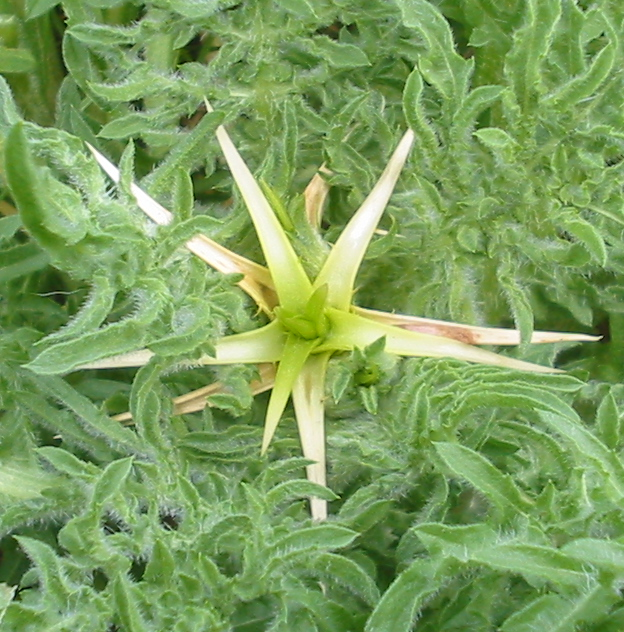
Cardo-estrelado jovem
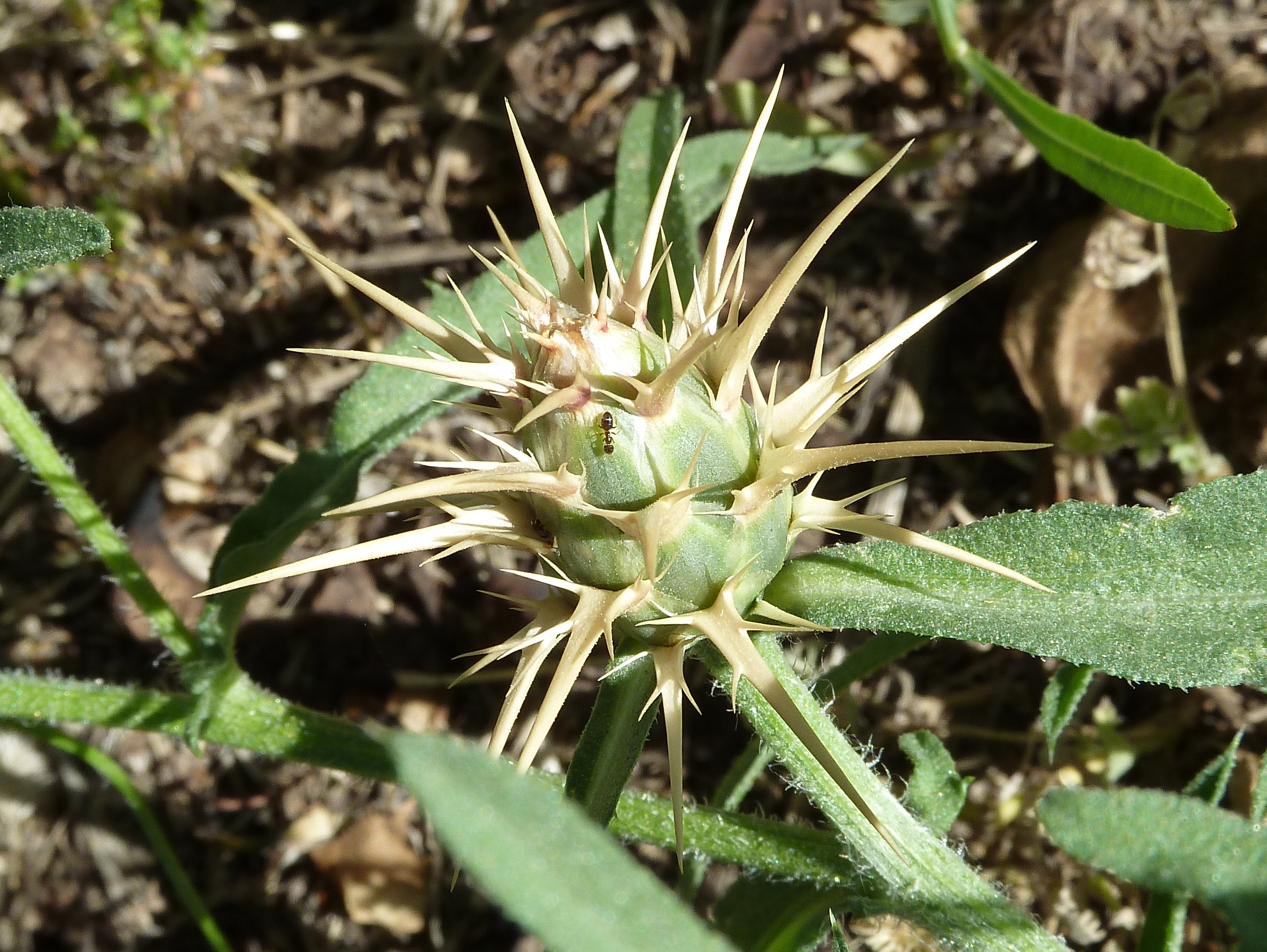
Cardo-estrelado antes de florir
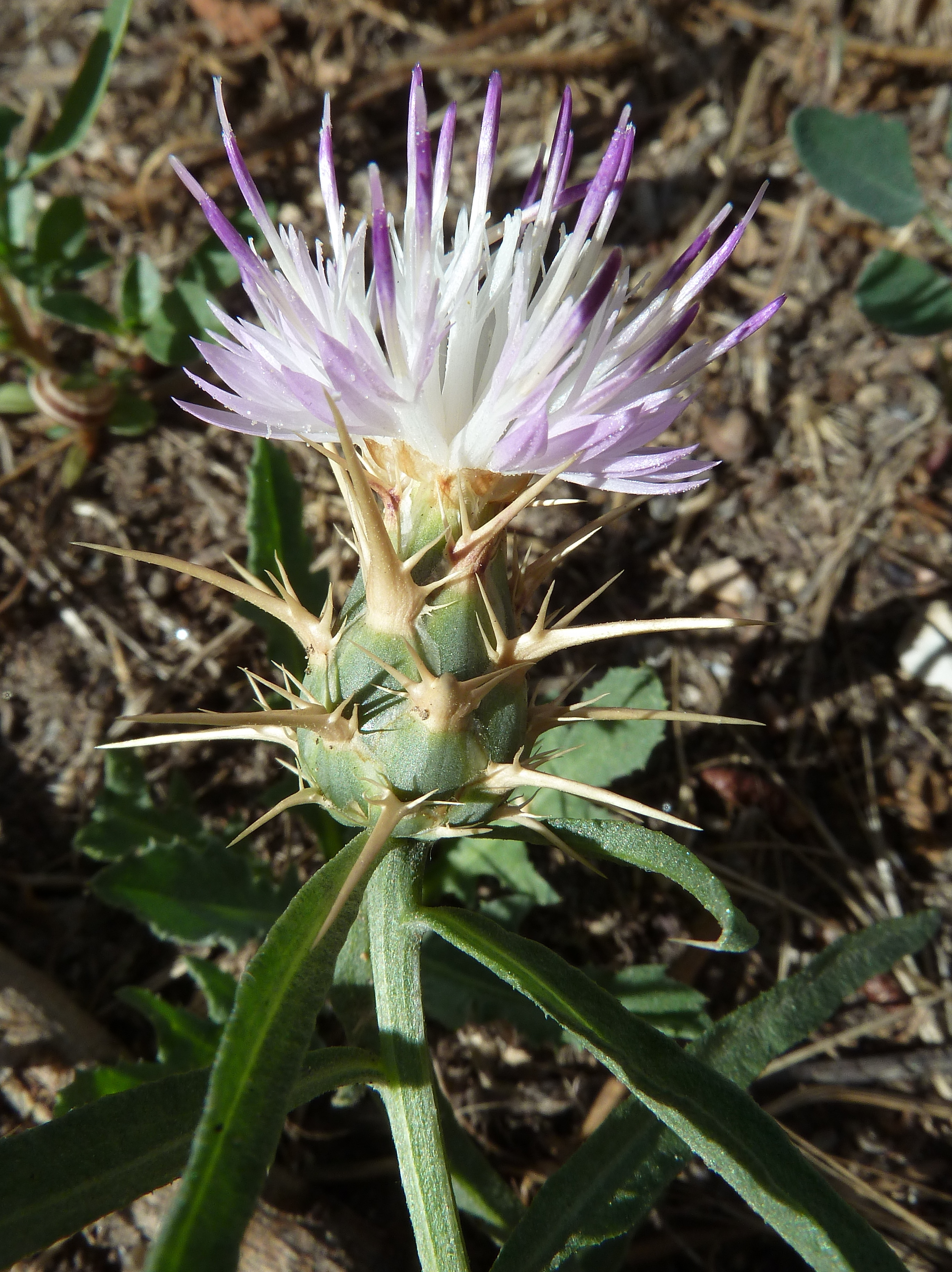
Cardo-estrelado florido
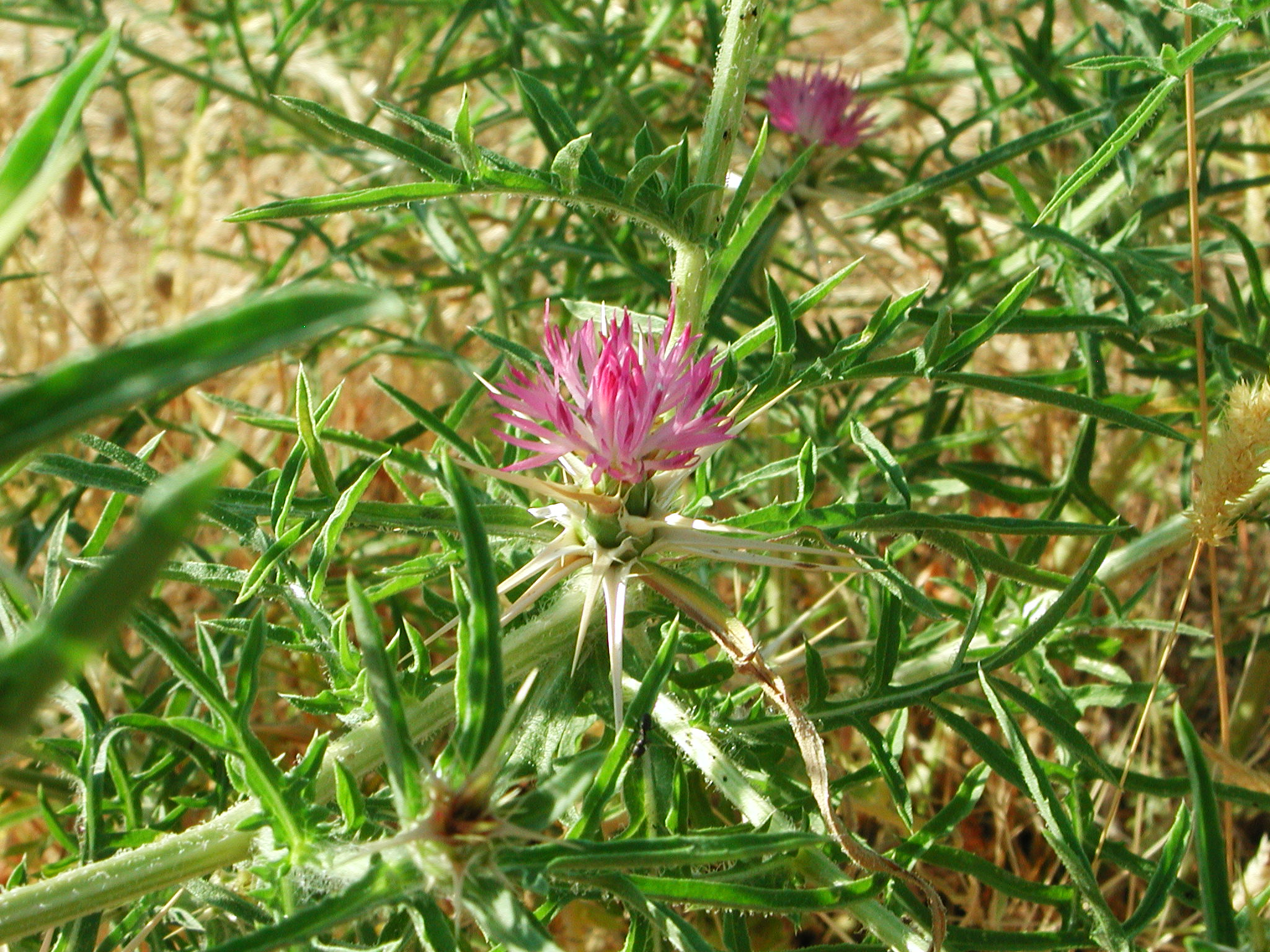
Cardo-estrelado
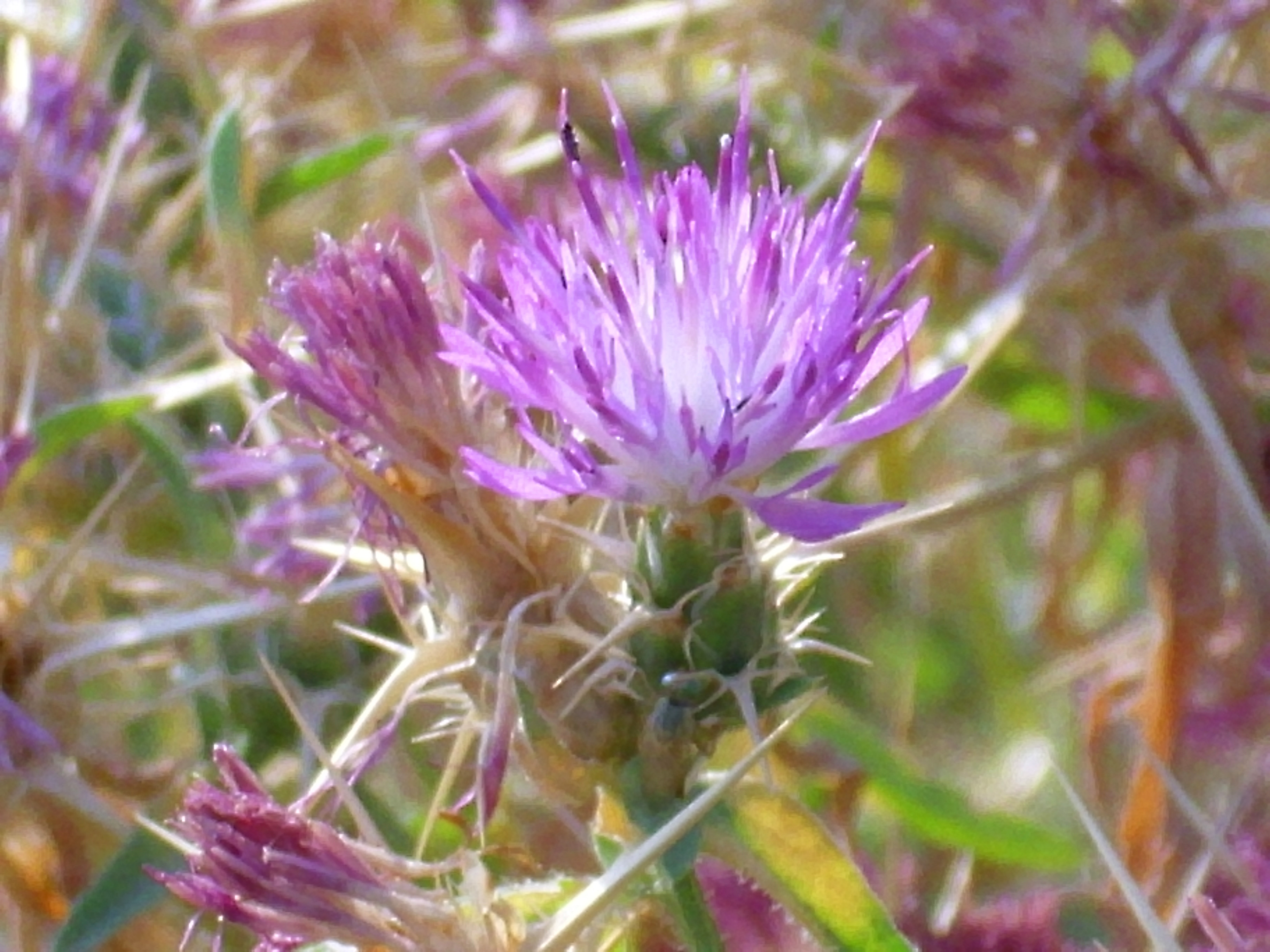
Centaurea calcitrapa pormenor
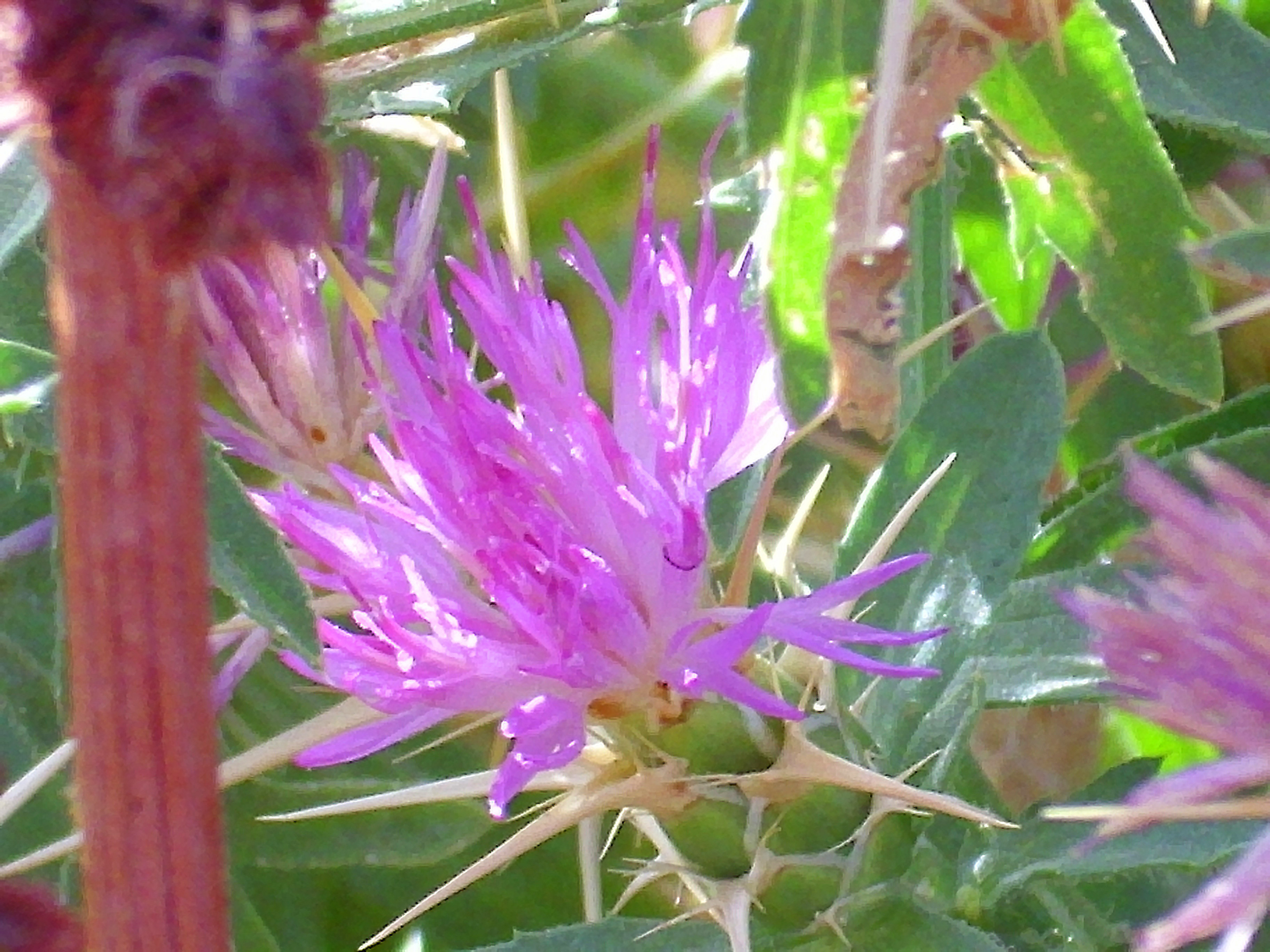
Centaurea calcitrapa pormenor
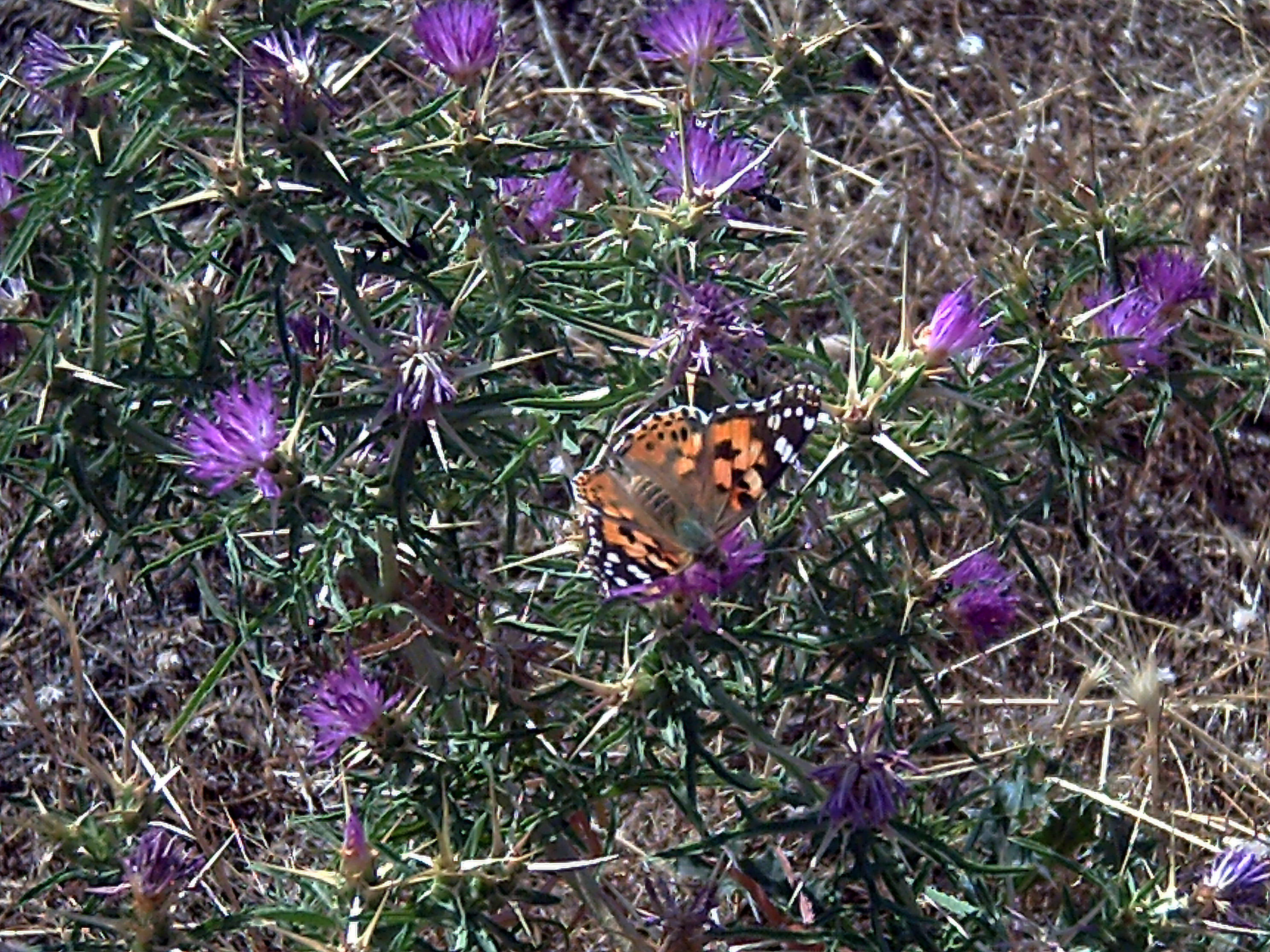
Centaurea calcitrapa polinização
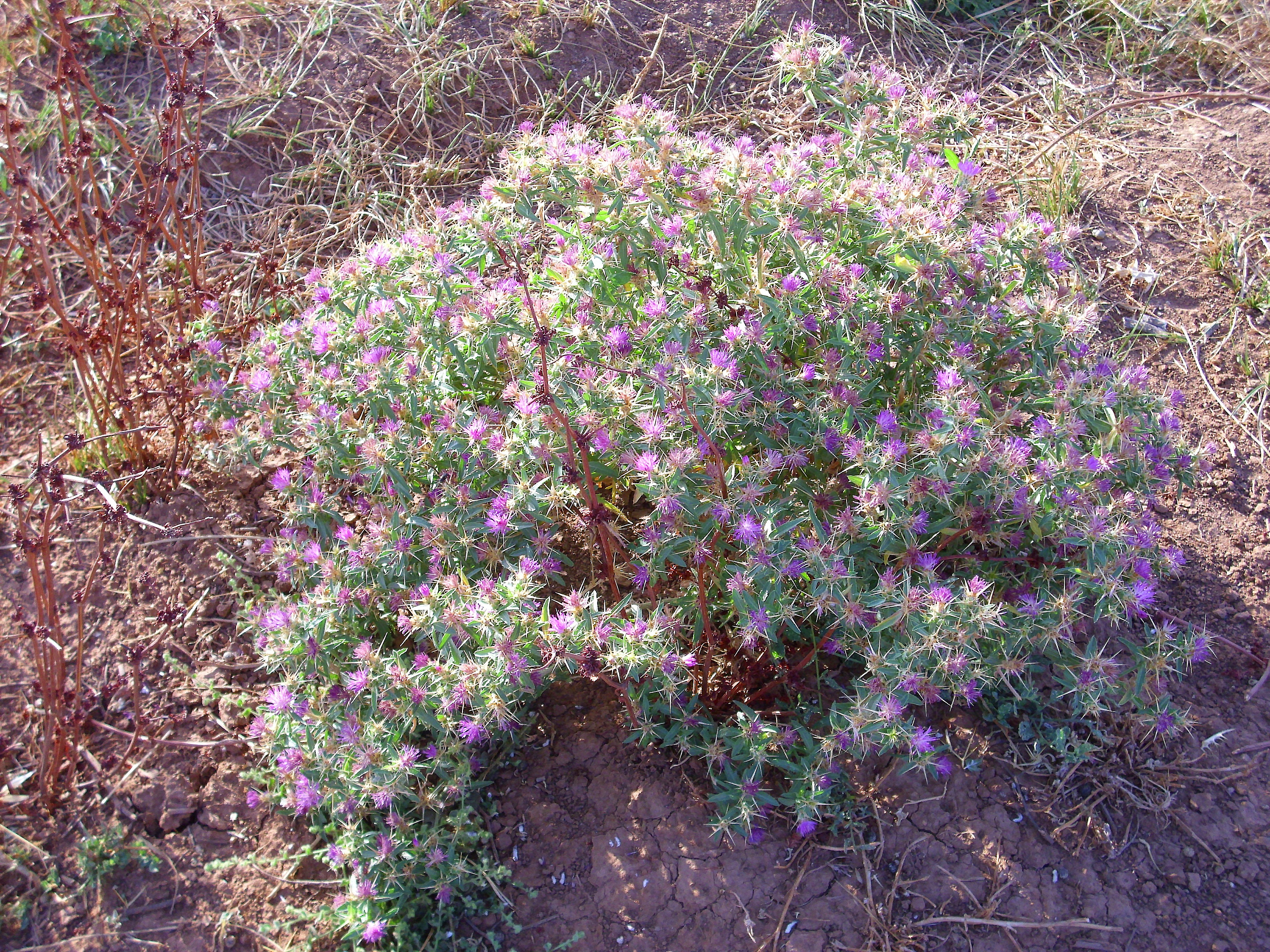
Centaurea calcitrapa